# Walter Cameron Nichol
Pour les articles homonymes, voir Nichol.
Walter Cameron Nichol est un homme politique canadien qui sert comme lieutenant-gouverneur de la province de Colombie-Britannique de 1920 à 1926.